# اچ‌ام‌سی‌اس کوگر (زد۱۵)
اچ‌ام‌سی‌اس کوگر (زد۱۵) (به انگلیسی: HMCS Cougar (Z15)) یک کشتی بود که طول آن ۱۴۰ فوت (۴۳ متر) بود. این کشتی در سال ۱۹۱۶ ساخته شد.